# 강동훈 (스노보드 선수)
강동훈(2006년 4월 4일~)은 대한민국의 스노보드 선수로 주 종목은 슬로프스타일과 빅에어이다. 

## 경력
강동훈은 2006년 경기도 용인시에서 태어났다.
2021년 3월 러시아 크라스노야르스크에서 열린 세계 주니어 선수권 대회에 참가했고 슬로프스타일 30위, 빅 에어 29위에 올랐다. 2022년 3월에는 뉴질랜드 카드로나에서 열린 세계 주니어 선수권 대회에서 슬로프스타일 33위, 빅 에어 13위에 올랐다.
강동훈은 2024년 3월에는 이탈리아 리비뇨에서 열린 세계 주니어 선수권 대회에서 슬로프스타일 52위, 빅 에어 47위를 기록했다. 이듬해인 2025년 2월에는 중화인민공화국 하얼빈에서 열린 2025년 동계 아시안 게임에 참가했다. 그는 슬로프스타일 종목에서 대표팀 동료인 이채운과 중국의 류하오위의 뒤를 이어 동메달을 획득했고 빅 에어 종목에서도 중국의 양원룽과 장신제의 뒤를 이어 동메달을 획득했다.